# Olympische Sommerspiele 1988/Teilnehmer (Südjemen)
| Gelbes Symbol für Goldmedaillen mit stilisierten Olympischen Ringen | Graues Symbol für Silbermedaillen mit stilisierten Olympischen Ringen | Braundes Symbol für Bronzemedaillen mit stilisierten Olympischen Ringen |
| ------------------------------------------------------------------- | --------------------------------------------------------------------- | ----------------------------------------------------------------------- |
| —                                                                   | —                                                                     | —                                                                       |

Die Demokratische Volksrepublik Jemen nahm an den Olympischen Sommerspielen 1988 in Seoul, Südkorea, mit einer Delegation von fünf Sportlern (allesamt Männer) teil. Es war die einzige Teilnahme an Olympischen Sommerspielen. Nachdem sich der Südjemen mit dem Nordjemen vereinigte, nahm  Jemen 1992 erstmals als vereinte Nation an Olympischen Spielen teil.

## Teilnehmer nach Sportarten

### Boxen
- Ali Mohamed Jaffer
Federgewicht: 1. Runde

- Mohamed Mahfood Sayed
Fliegengewicht: 2. Runde

### Leichtathletik
- Ehab Fuad Ahmed Nagi
100 Meter: Vorläufe

- Sahim Saleh Mehdi
200 Meter: Vorläufe

- Farouk Ahmed Sayed
5000 Meter: Vorläufe